# William Frantzen
William Johan Frantzen (Hammerfest, 13 giugno 1993) è un ex calciatore norvegese, di ruolo centrocampista.

## Carriera

### Club

#### Tromsø
Frantzen ha cominciato la carriera professionistica con la maglia del Tromsø. Ha esordito in squadra il 7 luglio 2011, in una sfida valida per l'edizione stagionale dell'Europa League: ha sostituito Ruben Yttergård Jenssen nella vittoria per 2-1 sul Daugava. Il 7 agosto successivo ha debuttato nell'Eliteserien, venendo impiegato come titolare nella sconfitta per 2-1 sul campo del Viking.
Il 9 maggio 2012 ha realizzato la prima rete ufficiale per il Tromsø, nella vittoria per 1-2 in casa dello Stjørdals-Blink, sfida valida per il secondo turno della Coppa di Norvegia. Alla fine del campionato 2013, il suo Tromsø è retrocesso nella 1. divisjon.
Il 26 ottobre 2014, il Tromsø ha fatto ufficialmente ritorno in Eliteserien con la vittoria casalinga per 1-0 contro il Fredrikstad, classificandosi matematicamente al secondo posto con un turno d'anticipo.
Colpito da un'infezione nell'inverno successivo, è stato poi costretto a fermarsi a marzo 2015, non riuscendo più a sostenere i ritmi d'allenamento. È riuscito a tornare a calcare i campi da gioco soltanto il 25 settembre 2017, a quasi tre anni dall'ultima partita disputata, con la squadra riserve del Tromsø.

## Statistiche

### Presenze e reti nei club
Statistiche aggiornate al 30 novembre 2017.
| Stagione      | Club          | Campionato    | Campionato | Campionato | Coppe nazionali | Coppe nazionali | Coppe nazionali | Coppe continentali | Coppe continentali | Coppe continentali | Supercoppe | Supercoppe | Supercoppe | Totale | Totale |
| Stagione      | Club          | Comp          | Pres       | Reti       | Comp            | Pres            | Reti            | Comp               | Pres               | Reti               | Comp       | Pres       | Reti       | Pres   | Reti   |
| ------------- | ------------- | ------------- | ---------- | ---------- | --------------- | --------------- | --------------- | ------------------ | ------------------ | ------------------ | ---------- | ---------- | ---------- | ------ | ------ |
| 2011          | Tromsø        | ES            | 1          | 0          | CN              | 0               | 0               | UEL                | 1                  | 0                  | -          | -          | -          | 2      | 0      |
| 2012          | Tromsø        | ES            | 1          | 0          | CN              | 2               | 1               | UEL                | 0                  | 0                  | -          | -          | -          | 3      | 1      |
| 2013          | Tromsø        | ES            | 0          | 0          | CN              | 0               | 0               | UEL                | 4                  | 0                  | -          | -          | -          | 4      | 0      |
| 2014          | Tromsø        | 1D            | 22         | 0          | CN              | 2               | 0               | UEL                | 4                  | 0                  | -          | -          | -          | 28     | 0      |
| 2015          | Tromsø        | ES            | 0          | 0          | CN              | 0               | 0               | -                  | -                  | -                  | -          | -          | -          | 0      | 0      |
| 2016          | Tromsø        | ES            | 0          | 0          | CN              | 0               | 0               | -                  | -                  | -                  | -          | -          | -          | 0      | 0      |
| 2017          | Tromsø        | ES            | 0          | 0          | CN              | 0               | 0               | -                  | -                  | -                  | -          | -          | -          | 0      | 0      |
| Totale Tromsø | Totale Tromsø | Totale Tromsø | 24         | 0          |                 | 4               | 1               |                    | 9                  | 0                  |            | -          | -          | 37     | 1      |
| Totale        | Totale        | Totale        | 24         | 0          |                 | 4               | 1               |                    | 9                  | 0                  |            | -          | -          | 37     | 1      |